# 13インチ列車臼砲

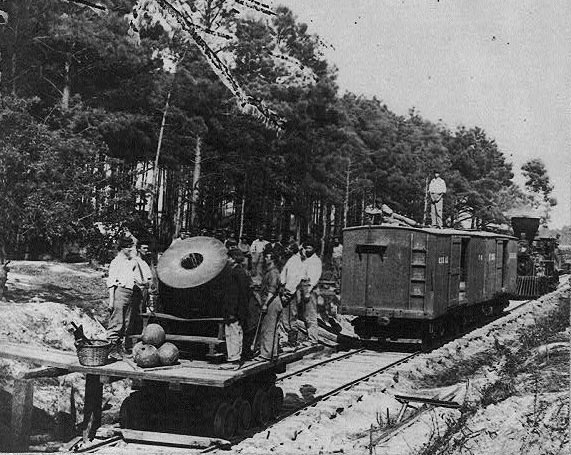
13インチ列車臼砲

13インチ列車臼砲とはアメリカ軍が南北戦争で使用した列車搭載型の臼砲で後の列車砲の始祖となった兵器である。別名"The Dictator"。 

## スペック
- 開発年：1861年
- 口径：13インチ（330mm）
- 砲身長：53インチ（1435mm）
- 重量：7,800kg
- 砲弾重量：100kg
- 装薬：9kg
- 射程：4,000m